# VUC Lyngby
 Der er for få eller ingen kildehenvisninger i denne artikel, hvilket er et problem. Du kan hjælpe ved at angive troværdige kilder til de påstande, som fremføres i artiklen.

VUC Lyngby er en uddannelsesinstitution i Kongens Lyngby. Den tilbyder uddannelse til unge og voksne op til det gymnasiale niveau: 
- 2-årig HF
- 3-årig HF
- HF enkeltfag
- FVU
- AVU
- Ordblindeundervisning
Institutionen har til huse på Nybrovej.
Den har 70 ansatte og cirka 1300 kursister om året.